# RuPaul
RuPaul (né RuPaul Andre Charles le 17 novembre 1960 à San Diego, Californie) est une drag-queen américaine, chanteur de dance, acteur, présentateur, producteur et parolier qui a connu la célébrité dans les années 1990, où il est apparu dans plusieurs émissions de télévision, des films ainsi que des albums. Bien que connu principalement pour son apparence de drag queen, RuPaul est apparu à plusieurs reprises dans des rôles masculins, généralement sous le nom de RuPaul Charles. Il est le producteur et le présentateur de la compétition de téléréalité RuPaul's Drag Race pour laquelle il a reçu quatorze Emmy Awards entre 2016 et 2023,.

## Biographie

### Jeunesse
RuPaul Andre Charles est né à San Diego, en Californie, le 17 novembre 1960. Sa mère, Ernestine Charles dite Toni, originaire de Louisiane a choisi son prénom ; le Ru vient de roux, qui est le terme utilisé pour désigner un plat à base de gombos et autres ragoûts et soupes créoles. Lorsque ses parents divorcent en 1967, il vit avec sa mère et ses trois sœurs.
Durant l'été 1976, RuPaul emménage avec sa sœur Renetta et son mari à Atlanta pour étudier à Northside School of the Performing Arts, une école d'arts,.

### Travail dans la vidéo
Dans les années 1980, il  travaille comme musicien et réalisateur à Atlanta, dans l'État de Géorgie. Il a fait du cinéma underground, contribuant à créer le film à faible budget Starbooty en 1987, dont sera tiré un album éponyme.
Le grand public a pu le connaître en 1989 avec un caméo dans un vidéoclip pour le succès Love Shack, de The B-52's.

### Début sur scène
Au début des années 1990, RuPaul s'est fait connaître de la scène des clubs new-yorkais, suffisamment pour être nommé « Reine de Manhattan » par des DJ et promoteurs locaux. Il était souvent vu avec un panier d'épicerie près des clubs, afin de distribuer des tracts promotionnels pour les événements à venir.
C'est aussi dans ces années qu'il a commencé à apparaître sur scène, d'abord sous le nom de « RuPaul Charles ». Il a débuté en participant à des spectacles de style Genderfuck, seul et en groupe, dans plusieurs clubs new-yorkais, particulièrement au Pyramid Club.
Il a aussi participé pendant plusieurs années au festival de drag queens Wigstock, dont fut tiré un documentaire, Wigstock: The Movie, dans lequel RuPaul fait une apparition.
Plusieurs vidéos de cette époque circulent sur Internet, filmées par Nelson Sullivan, dont le titre de gloire était de filmer tout ce qu'il voyait.

### Musique
En 1993, il commence à produire ses disques dance et house. Son premier album, Supermodel of the World, sorti la même année, lance sa carrière de production musicale et culmine en 109e position du Billboard 200. La pièce-titre, Supermodel (You Better Work) (en) qui fut bien reçu, parle de la difficulté à se hisser au sommet, alors que le rock style Nirvana et le « gangsta rap » sont davantage à la mode à l'époque.
L'image de drag queen amicale, qui casse avec le stéréotype de méchanceté associé à ce genre de personnalité, plaît énormément et permet à RuPaul d'accéder à la célébrité. La chanson Supermodel (You Better Work) a atteint la 45e position sur le Billboard Hot 100.
En 2002, il sort un simple en duo avec Brigitte Nielsen (alias Gitta) intitulé You're No Lady.
RuPaul est depuis plusieurs années l'image de la marque de maquillage M·A·C.

### Télévision

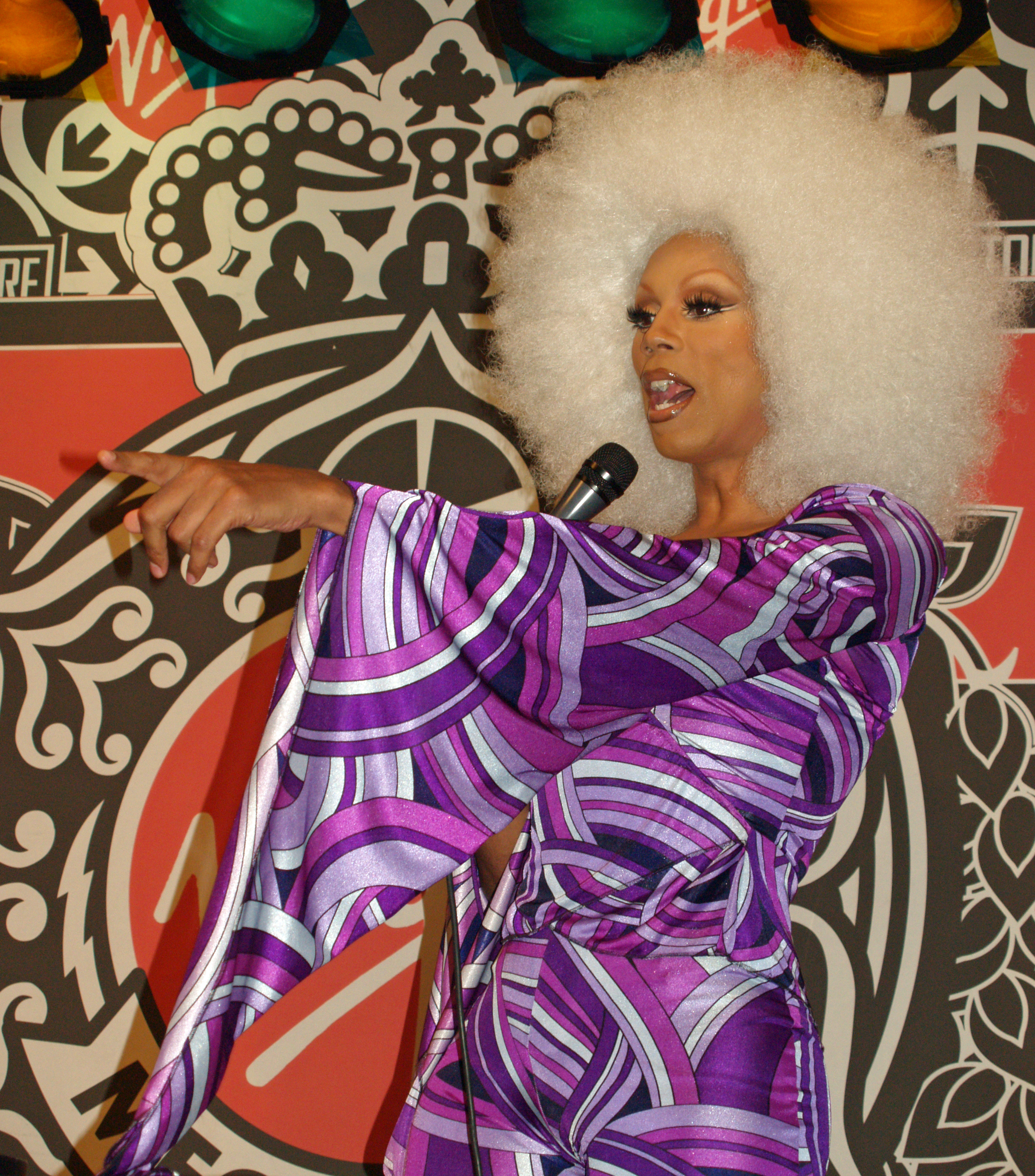
RuPaul en 2007.

Depuis février 2009, RuPaul crée et anime sa propre émission de télé-réalité à succès intitulée RuPaul's Drag Race, dont le but affiché est de rechercher et couronner, saison après saison, la « America's next drag superstar ».
Il est annoncé en 2018 que RuPaul crée une série inédite produite par Netflix, AJ and the Queen, dans laquelle il tient le rôle principal.

### Répercussions
RuPaul est considéré comme la drag queen ayant le plus réussi commercialement aux États-Unis. Il est reconnu pour avoir apporté une plus grande visibilité aux drag queens et à la culture LGBT dans la société grâce à son succès en début de carrière puis, plus tard, grâce à la hausse du nombre de téléspectateurs de son émission RuPaul’s Drag Race. En tant que pionnier dans la représentation queer à la télévision, beaucoup considèrent que RuPaul a fondamentalement révolutionné la représentation de la communauté LGBTQ+ à l’écran.
En 2017, RuPaul fait partie de la liste Time 100, qui regroupe les 100 personnalités les plus influentes du monde selon le magazine américain Time,.

## Vie privée
En 1994, RuPaul rencontre Georges LeBar au Limelight, une discothèque new yorkaise. Ils se sont mariés en janvier 2017. Le couple a un mariage libre, Rupaul expliquant ne pas vouloir « mettre des contraintes » sur la personne qu'il aime,. Le couple partage son temps entre Los Angeles et le Wyoming où LeBar possède un ranch, hérité de sa grand-mère, de 60 000 acres. LeBar est originaire de Perth en Australie.

## Discographie
Albums studio
- Supermodel of the World (1993)
- Foxy Lady (1996)
- Ho, Ho, Ho (1997)
- Red Hot (2004)
- Champion (2009)
- Glamazon (2011)
- Born Naked (2014)
- Realness (2015)
- Slay Belles (2015)
- Butch Queen (2016)
- American (2017)
- Christmas Party (2018)
- You're a Winner, Baby (2020)
- Mamaru (2022)
- Black Butta (2023)
- Essential, Vol. 3 (2024)

## Filmographie

### Cinéma
- 1987 : RuPaul Is: Starbooty! de Jon Witherspoon : Starbooty
- 1994 : Crooklyn de Spike Lee : Connie
- 1995 : La Tribu Brady (The Brady Bunch Movie) de Betty Thomas : Mrs. Cummings
- 1995 : Wigstock: The Movie (documentaire) de Barry Shils : lui-même
- 1995 : Brooklyn Boogie (Blue in the face) de Paul Auster et Wayne Wang : un danseur
- 1995 : Extravagances (To Wong Foo Thanks for Everything, Julie Newmar) de Beeban Kidron : Rachel Tensions
- 1996 : Red Ribbon Blues de Charles Winkler : Duke
- 1996 : Liens d'acier (Fled) de Kevin Hooks : lui-même
- 1996 : Les Nouvelles Aventures de la famille Brady (A Very Brady Sequel) d'Arlene Sanford : Mrs. Cummings
- 1999 : En direct sur Ed TV (EDtv) de Ron Howard : RuPaul
- 1999 : But I'm a Cheerleader de Jamie Babbit : Mike
- 2000 : The Eyes of Tammy Faye (documentaire) de Fenton Bailey et Randy Barbato : le narrateur (voix)
- 2001 : Who Is Cletis Tout? de Chris Ver Wiel : Ginger Markum
- 2007 : Starrbooty de Mike Ruiz : Starrbooty / Cupcake
- 2008 : Another Gay Movie 2 (Another Gay Sequel: Gays Gone Wild) de Todd Stephens : Tyrell Tyrelle
- 2018 : Le Dog Show (Show Dogs) de Raja Gosnell : Persephone (voix)
- 2019 : Quelqu'un de bien (Someone Great) de Jennifer Kaytin Robinson : Hype
- 2019 : Trixie Mattel: Moving Parts (documentaire) de Nick Zeig-Owens : lui-même
- 2023 : Ozi, la voix de la forêt (Ozi: Voice of the Forest ) de Tim Harper : Gurd (voix)
- 2023 : Nimona de Nick Bruno et Troy Quane : Nate Knight (voix)
- 2023 : Les Trolls 3 (Trolls Band Together) de Walt Dohrn : Miss Maxine (voix)
- 2024 : Hitpig! de David Feiss et Cinzia Angelini : Polecat (voix)

### Vidéofilms
- 2005 : Dangerous Liaisons de Michael Lucas : lui-même
- 2016 : Hurricane Bianca de Matt Kugelman : le présentateur météo

### Courts-métrages
- 1983 : The Blue Boy Terror
- 1983 : Wild Thing
- 1983 : Terror II
- 1984 : Terror 3D
- 1986 : Mahogany II
- 1986 : Psycho Bitch
- 1986 : American Porn Star
- 1987 : Voyeur
- 1987 : Police Lady
- 1989 : Cupcake
- 1989 : Vampire Hustlers
- 1989 : Beauty
- 1997 : Shantay : Shantay
- 1999 : Rick and Steve: The Happiest Gay Couple in All the World : Daryl.com
- 2004 : Skin Walker
- 2006 : Zombie Prom : Mrs. Strict
- 2008 : How We Got Over
- 2019 : Ru's Angels : Bos-slay (court-métrage promotionnel pour Charlie's Angels)

### Télévision

#### Téléfilms
- 1995 : A Mother's Prayer de Larry Elikann : Deacon / Dede
- 1998 : Trop tard pour être mère ? (An Unexpected Life) de David Hugh Jones : Charles
- 2000 : Le Secret de Jane (The Truth About Jane ) de Lee Rose : Jimmy
- 2021 : The Bitch Who Stole Christmas de Don Scardino : Hannah Contour
- 2021 : Reno 911!: The Hunt for QAnon de Robert Ben Garant : Q
- 2022 : Zombies 3 de Paul Hoen : le Vaisseau Mère (voix)

#### Séries télévisées
- 1994 : Sister, Sister : Marje (saison 2, épisode 12)
- 1995 : In the House : Kevin (saison 2, épisode 9)
- 1996-1998 : Nash Bridges : Simone Dubois (saison 1, épisode 5 et saison 3, épisode 18)
- 1998 : Hercule (Hercules: The Animated Series) : Rock Guardian (voix - saison 1, épisode 15)
- 1998 : Sabrina, l'apprentie sorcière (Sabrina, the Teenage Witch) : Un membre du conseil des sorcières / Une coiffeuse (saison 2, épisode 24)
- 1998 : Walker, Texas Ranger : Bob (saison 7, épisode 3)
- 2001 : Popular : Sweet Honey Child (saison 2, épisode 21)
- 2021 : Port Charles : Madame Alicia (1 épisode)
- 2002 : Son of the Beach : Heinous Anus (saison 3, épisode 6)
- 2002 : The Groovenians : Champagne Courvoisier (voix - saison 1, épisode 1)
- 2009 : Rick & Steve: The Happiest Gay Couple in All the World : Tyler (voix - rôle récurrent, saison 2)
- 2010 : Ugly Betty : Rudolph (saison 4, épisode 13)
- 2013 : Happy Endings : Krisjahn (saison 3, épisode 16)
- 2014 : Mystery Girls : Emillo (saison 1, épisode 8)
- 2014 : Mon comeback (The Comeback) : lui-même (saison 2, épisode 1)
- 2015 : Harvey Beaks : Jackie Slitherstein (voix - saison 1, épisode 11)
- 2015 : Bubulle Guppies (Bubble Guppies) : RuPearl (voix - saison 4, épisode 2)
- 2016 : The Muppets : lui-même (saison 1, épisode 13)
- 2016 : The Real O'Neals : lui-même (saison 2, épisode 1)
- 2017 : 2 Broke Girls : lui-même (saison 6, épisode 12)
- 2017 : Animals : Dr. Labcoat (voix - saison 2, épisode 5)
- 2017 : Girlboss : Lionel (rôle récurrent, 6 épisodes)
- 2017 : BoJack Horseman : Reine Antonia (voix - saison 4, épisode 7)
- 2017 : Broad City : Marcel (saison 4, 3 épisodes)
- 2017 : Adam Ruins Everything : Gil (saison 2, 2 épisodes)
- 2018 : Les Simpson (The Simpsons) : Reine Chante (voix - saison 30, épisode 7)
- 2019 : The Bravest Knight : Stanley le grand méchant loup (voix - saison 1, 2 épisodes)
- 2019 : Grace et Frankie (Grace and Frankie) : Benjamin Le Day (saison 5, épisode 2)
- 2020 : AJ and the Queen : Robert Lincoln Lee / Ruby Red (rôle principal, 10 épisodes)
- 2020 : Le Nouveau Muppet Show (Muppets Now): lui-même (saison 1, épisode 1)
- 2020 : Allô la Terre, ici Ned (Earth to Ned) : lui-même (saison 1, épisode 9)
- 2021 : Chicago Party Aunt : Gideon (voix - rôle récurrent, 8 épisodes)
- 2021-2022 : Amphibia : Mr. X (voix - saison 3, 4 épisodes)
- 2022 : The Tiny Chef Show : l'annonceur (voix - saison 1, 8 épisodes)

#### Présentateur et juge
- 1996-1998 : The RuPaul Show : présentateur
- depuis 2009 : RuPaul's Drag Race : présentateur et juge
- 2010-2012 : RuPaul's Drag U : présentateur et juge
- depuis 2012 : RuPaul's Drag Race All Stars : présentateur et juge
- 2014-2016 : Skin Wars : juge
- 2015 : Good Work : présentateur
- 2016-2017 : Gay for Play Game Show Starring RuPaul : présentateur
- 2019 : The World's Best : juge
- 2019 : RuPaul : présentateur
- depuis 2019 : RuPaul's Drag Race UK : présentateur et juge
- 2020-2022 : RuPaul's Secret Celebrity Drag Race : présentateur et juge
- 2021-2013 : RuPaul's Drag Race Down Under : présentateur et juge
- depuis 2022 : RuPaul's Drag Race: UK vs The World : présentateur et juge
- 2022 : Celebrity Lingo : présentateur
- 2024 : RuPaul's Drag Race: Global All Stars : présentateur et juge